# الهند الغربية

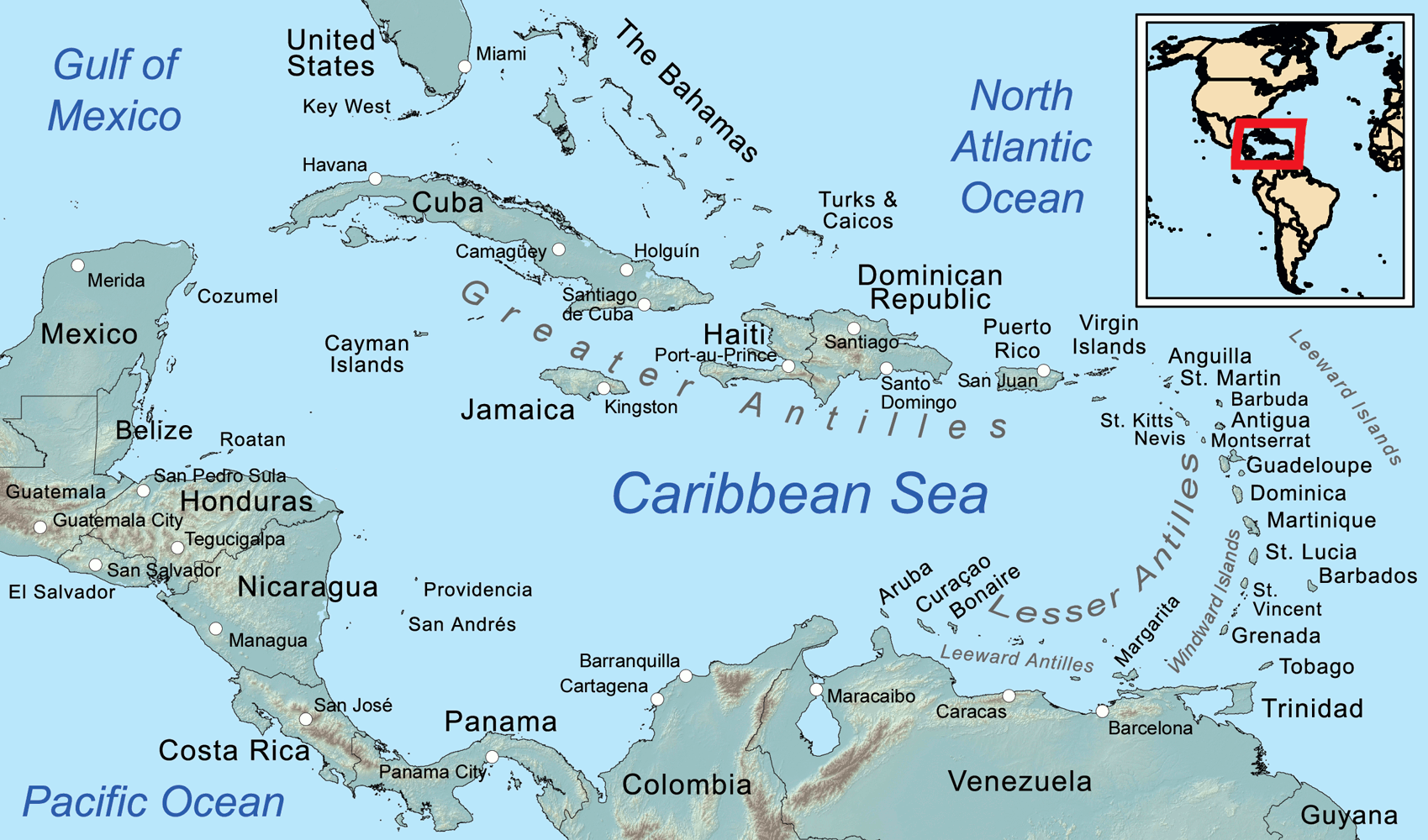
خريطة سياسية لجزر الهند الغربية

الهند الغربية كانت هذه التسمية في الأصل تطلق على مجموع الأراضي الأمريكية التي وصل إليها المستكشفون الإسبان. ذلك أنهم كانوا يعتقدون في البداية أنهم قاموا بدورة حول الكرة الأرضية ووصلوا حتى الهند، ومن هنا سموا سكانها الأصليين بالهنود . ولكن عندما اكتشفوا فيما بعد أن البلاد التي وصلوا إليها ليست الهند وإنما هي عالم جديد، سموا تلك الأرض بالهند الغربية في مقابل الهند الشرقية التي أطلقت على بلاد الهند، وسموا سكانها الأصليين بالهنود الحمر.